# 前田義信
前田 義信（まえだ よしのぶ、1918年（大正7年）1月15日 - 2004年（平成16年）2月4日）は、日本の交通経済学者。

## 経歴・人物
長崎県南高来郡島原町（現・島原市）に生まれる。1920年11月宇治山田市（現・伊勢市）に移住、1931年3月福岡市に移住し、1935年3月福岡県中学修猷館、1938年3月旧制福岡高等学校文科乙類を経て、1938年4月京都帝国大学経済学部に入学、1941年3月同大学の学士試験に合格する。
1941年4月辰馬汽船（後に合併により山下新日本汽船、ナビックスラインを経て現・商船三井）に入社するが、1948年3月に退社し、1950年10月京都大学経済学部大学院に入学、1956年3月に退学。
その間、1952年5月甲南大学経済学部専任講師となり、1955年4月同助教授、1960年4月同教授に就任する。1961年11月京都大学経済学博士の学位を得る。
甲南大学において、1964年4月経済学部長、1966年4月教養部長、1968年12月事務局長、1969年4月学長補佐、1970年4月経済学部長兼甲南学園理事、1971年4月大学院社会科学研究科主任、1974年4月経済学部長兼甲南学園理事、1977年2月学長補佐、1978年1月学長代理を歴任。1983年3月退職する。
この間、関西学院大学、香川大学、京都大学、甲子園大学、神戸大学の非常任講師も務めている。
1961年11月日本交通学会理事、1967年10月日本海運経済学会理事、1969年10月日本交通学会常務理事を経て、1973年11月同学会副会長に就任。
1979年11月運輸省第27回交通文化賞受賞。